# Distrito de Paccaritambo
El distrito de Paccaritambo es uno de los nueve distritos de la provincia de Paruro, ubicada en el departamento de Cuzco, bajo la administración el gobierno regional del Cuzco.
La provincia de Paruro, desde el punto de vista de la jerarquía eclesiástica, está comprendida en la arquidiócesis del Cuzco.

## Toponimia
El nombre proviene del quechua *paqari-y tampu, que Cerrón Palomino traduce como 'el aposento donde se nace'. Es un error, sin embargo, la nomenclatura de **paqari-q tampu, puesto que paqariy 'nacer' es un verbo intransitivo y no puede adquirir el sufijo agentivo -q. 

## Historia
Oficialmente, el distrito de Paccaritambo fue creado el 22 de octubre de 1963 mediante Ley n.º 14864 dada en el gobierno del presidente Fernando Belaúnde.
Reseña histórica del distrito de Paccaritambo
Paccaritambo, como lugar de origen fue mencionado por diversos Cronistas como Juan de Betanzos, Pedro Cieza de León, Sarmiento de Gamboa, Inca Garcilaso de la Vega, indican que correspondería al lugar del que salieron los primeros Inkas, para luego fundar Cusco. Es así que la traducción de Paccaritambo significa lugar de renacimiento o de amanecer.
Según las investigaciones efectuadas, Paccaritambo, pudo haber sido antiguamente la ciudadela de Maucallacta, sin embargo, a la llegada de los españoles al Tahuantinsuyo,  quebró la organización de esta civilización, en todos los aspectos. Es así que se instauraron las encomiendas a favor de los conquistadores y las reducciones, es así que los pobladores de Maucallacta tuvieron que migrar a otro espacio, y se fundó el pueblo de Paccaritambo, fundación hecha por los españoles debido a sus características urbanísticas. A este pueblo se articularon los ayllus (unidad de organización social), divididos en mitades Hanansayaq: ayllu Nayhua, ayllu Acchacara, ayllu Quinuara, ayllu Karhuacalla 1.º, ayllu Karhuacalla 2.º, y Urinsayaq: ayllu San Miguel, ayllu P'irca, ayllu Yanchacalla, ayllu Waychu, ayllu Pumatambo.
Estos ayllus estuvieron sometidos pro hacendados hasta la reforma agraria, época en que algunos ayllus se convierten en comunidades campesinas. Hasta ese entonces Paccaritambo era una comunidad que pertenecía a la capital del distrito Paruro. Gracias al esfuerzo de sus líderes, la unidad y organización de los pobladores, en el año 1954 se da inicio  a las primeras gestiones para su distritalización, conformándose un comité de gestión integrado por los vecinos.
El domingo 4 de agosto de 1963, siendo presidente el Arqto. Fernando Belaunde Terry, realiza una visita, a lo que aún era comunidad de Paccaritambo, con este motivo el mismo se llama a Cabildo Abierto, eligiéndose el primer Consejo Municipal de manera simbólica, el presidente en ese momento promete al pueblo de Paccaritambo elevar de manera inmediata  a Distrito, mediante ley aprobada por el congreso. Entonces el 22 de octubre del mismo año se aprueba la ley que distritaliza a Paccaritambo y sus comunidades. Es así que el Sr Enrique Gallegos se convierte en el primer alcalde del Distrito elegido por voto popular democráticamente. Hasta el día de hoy trascurrieron 59 años y los alcaldes elegidos democráticamente han trabajado mucho por el desarrollo del distrito, por tal motivo es  justo rendir homenaje a los grandes hombres y mujeres que han hecho posible estos importantes hechos históricos  que deben engrandecer más nuestro orgullo y que nos permita unirnos para seguir trabajando por un Paccaritambo mejor y más desarrollado para sus pobladores.

## Geografía
La capital es el poblado de Paccaritambo, situado a  3581 m s. n. m.

## Autoridades

### Municipales
2023–2026
- Alcalde: Egedio Llamocca Cruz, del Partido Somos Perú (SP).
- Regidores: Bautista Valer Castilla (SP), Leonarda Quispe Vda. De Sullca (SP), Ceriaco Camargo Villavicencio(SP), Norberta Sullca Quispe(SP), Julio Champi Quispe.
- 2019 - 2022
  - Alcalde: Mario Sullca Quispe (Restauración Nacional)

- 2011-2014[3]
  - Alcalde: Alcalde: Cosme Sullca Quispe, del Partido Restauración Nacional (RN).
  - Regidores: Javier Quispe Valle (RN), Paulino Callas Vargas (RN), Albertina Maldonado Huamán (RN), Alejandro Quispe Valencia (RN), Benito Quispe Ttito (Gran Alianza Nacionalista).
- 2007-2010
  - Alcalde: Wilberth Villacorta Villacorta.

### Religiosas
- Párroco: Padre Víctor Condori Puma(Parroquia San Pedro Apóstol).

### Policiales
- Comisaría de Yaurisque

| Alférez PNP Frank Concha Gutiérrez |

## Festividades
- Virgen de la Natividad.
- 22 de octubre creación política
- 8 de septiembre "SEGUNDO CORPUS CRISTI PACCARITAMBINO"
- 2.º domingo de junio "ESCENIFICACIÓN DE LA LEYENDA DE "LOS HERMANOS AYAR"
- Carnavales tradicional "WARK'ANAKUY"